# Lasiurus
Lasiurus (Gray, 1831) è un genere di pipistrelli della famiglia dei Vespertilionidi.

## Descrizione

### Dimensioni
Al genere Lasiurus appartengono pipistrelli di piccole dimensioni, con lunghezza della testa e del corpo tra 50 e 90 mm, la lunghezza dell'avambraccio tra 37 e 58 mm, la lunghezza della coda tra 40 e 75 mm e un peso fino a 30 g.

### Caratteristiche craniche e dentarie
Il cranio è corto e largo, con la scatola cranica alta e rotonda, mentre il rostro sale gradualmente. Gli incisivi superiori sono corti, robusti e in contatto con i canini, mentre quelli inferiori sono tricuspidati.
Sono caratterizzati dalla seguente formula dentaria:

### Aspetto
La pelliccia è lunga e densa. Il colore del corpo è vistoso e può variare dal rosso mattone o ruggine al giallo-brunastro brizzolato. In alcune forme sono presenti delle vistose macchie bianche sulle spalle, all'altezza dell'attaccatura delle ali. Il muso è appuntito e largo, con due masse ghiandolari sui lati. Gli occhi sono piccoli. Le orecchie sono corte, ben separate tra loro e con l'estremità arrotondata, il trago è generalmente corto, stretto ed arrotondato. La coda è lunga e si estende leggermente oltre l'ampio uropatagio, il quale è densamente ricoperto di peli. Le femmine hanno due paia di mammelle. I metacarpi del terzo, quarto e quinto dito sono molto accorciati.

## Distribuzione
Il genere è diffuso nel continente americano, dal Canada all'Argentina meridionale. 

## Tassonomia
Il genere comprende 18 specie.
- Sottogenere Lasiurus - 2 premolari su ogni semi-arcata superiore.

Lasiurus arequipae
Lasiurus atratus
Lasiurus blossevillii
Lasiurus borealis
Lasiurus castaneus
Lasiurus cinereus
Lasiurus degelidus
Lasiurus ebenus
Lasiurus egregius
Lasiurus minor
Lasiurus pfeifferi
Lasiurus salinae
Lasiurus seminolus
Lasiurus varius
- Sottogenere Dasypterus - Un solo premolare su ogni semi-arcata superiore.

Lasiurus ega
Lasiurus insularis
Lasiurus intermedius
Lasiurus xanthinus